# Ajos Joanis (dystrykt Pafos)
Ajos Joanis (gr. Άγιος Ιωάννης) – wieś w Republice Cypryjskiej, w dystrykcie Pafos. W 2011 roku liczyła 29 mieszkańców.